# Patrick Mezas
Patrick Mezas (Willemstad, 14 januari 1954) is een Nederlandse beeldhouwer, geboren in Curaçao.

## Leven en werk

### Carrière
Patrick Mezas is autodidact. Zijn inspiratiebronnen waren zijn opa Johan Mezas en zijn vader Frank Mezas.
Mezas is in 2000 begonnen om van zijn passie deels zijn beroep te maken. Hij maakt naast beelden in brons, neolith en keramiek ook bustes, half body’s maar ook plakkaten, dieren en trofeeën en werk op aanvraag.
De kunstenaar woont en werkt in Almere.

### Familie
Vader Frank Mezas was in zijn vrije tijd beeldhouwer. Hij maakte uit hout en steen portretten en beelden, waaronder een buste van voormalig koningin Beatrix der Nederlanden.
De opa van Patrick Mezas, Johan Mezas, was zelfstandig meubelmaker en grafsteenmaker. Hij maakte sierlijke grafmonumenten en ornamenten van marmer. In zijn vrije tijd was hij ook beeldhouwer, hij maakte portretten en bustes van marmer.

## Enkele werken

### Slavernijmonument (2023)
Het bronzen slavernijmonument op het Mandelaplein in Almere is drie meter hoog. Te zien is een tot slaaf gemaakte man die zijn vrijheid heeft gekregen. Volgens Mezas staat het beeld niet symbool voor slachtofferschap, maar straalt het juist kracht en hoop uit. "Het toont het hele verhaal. De man stapt over de verschillende verschrikkelijke taferelen van de slavernij heen, waaronder ook symbolen voor de welvaart die Nederland heeft verworven door de slavernij, en gaat richting een betere toekomst met zijn kind." Op het kunstwerk staan QR-codes. Door die te scannen krijgen bezoekers meer informatie over het slavernijverleden.

### Standbeeld 'Uit het water herrezen' (2023)

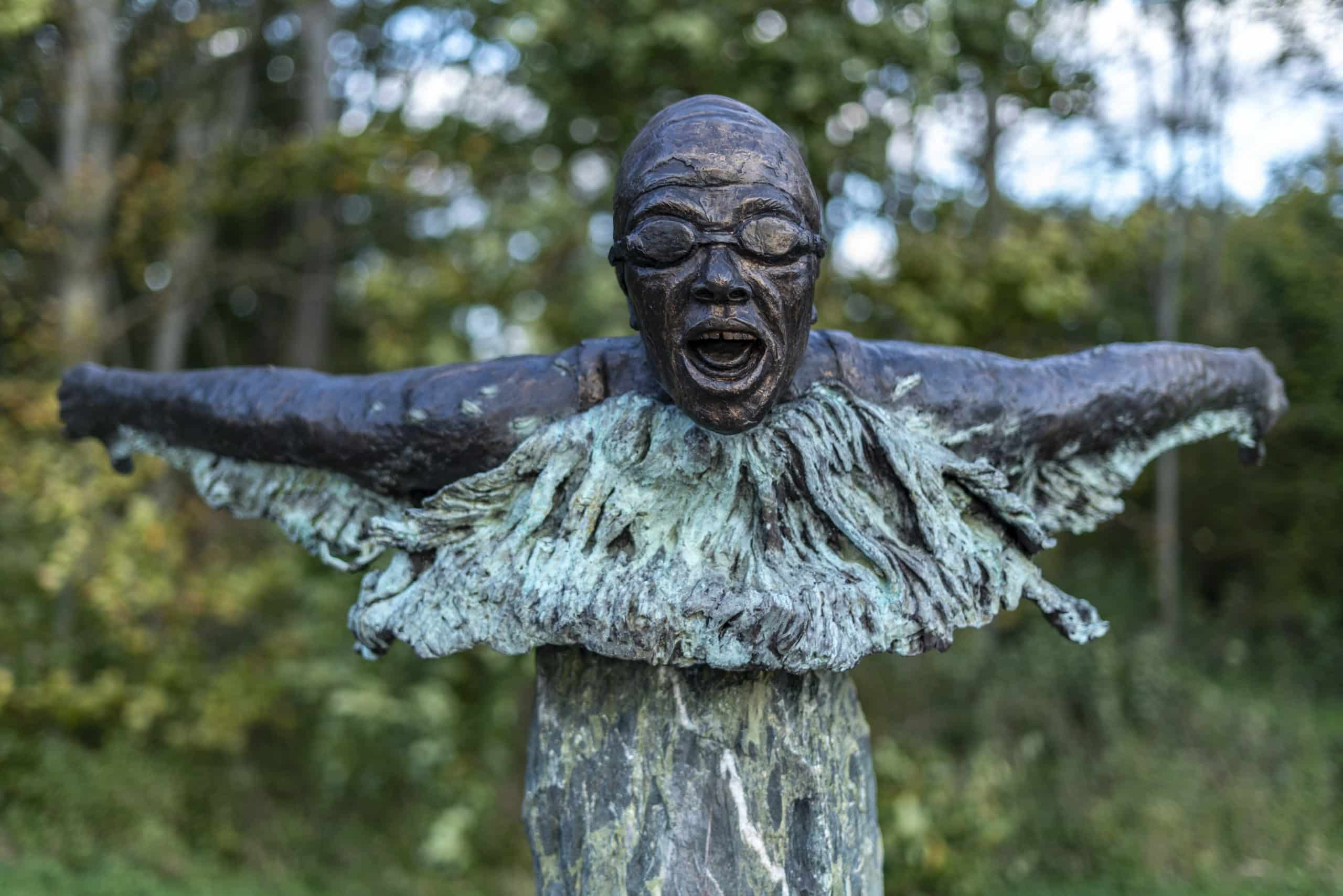
Uit het water herrezen Enith Brigitha

In Almere is het standbeeld van zwemster Enith Brigitha geplaatst. Het kunstwerk is een eerbetoon aan de 67-jarige zwemster van Curaçaose afkomst. De Curaçaose is de eerste zwarte vrouw die voor Nederland een olympische medaille won. Tijdens haar zwemcarrière veroverde ze 21 Nederlandse titels en twee keer olympisch brons.

### Buste Peter R. de Vries (2021)

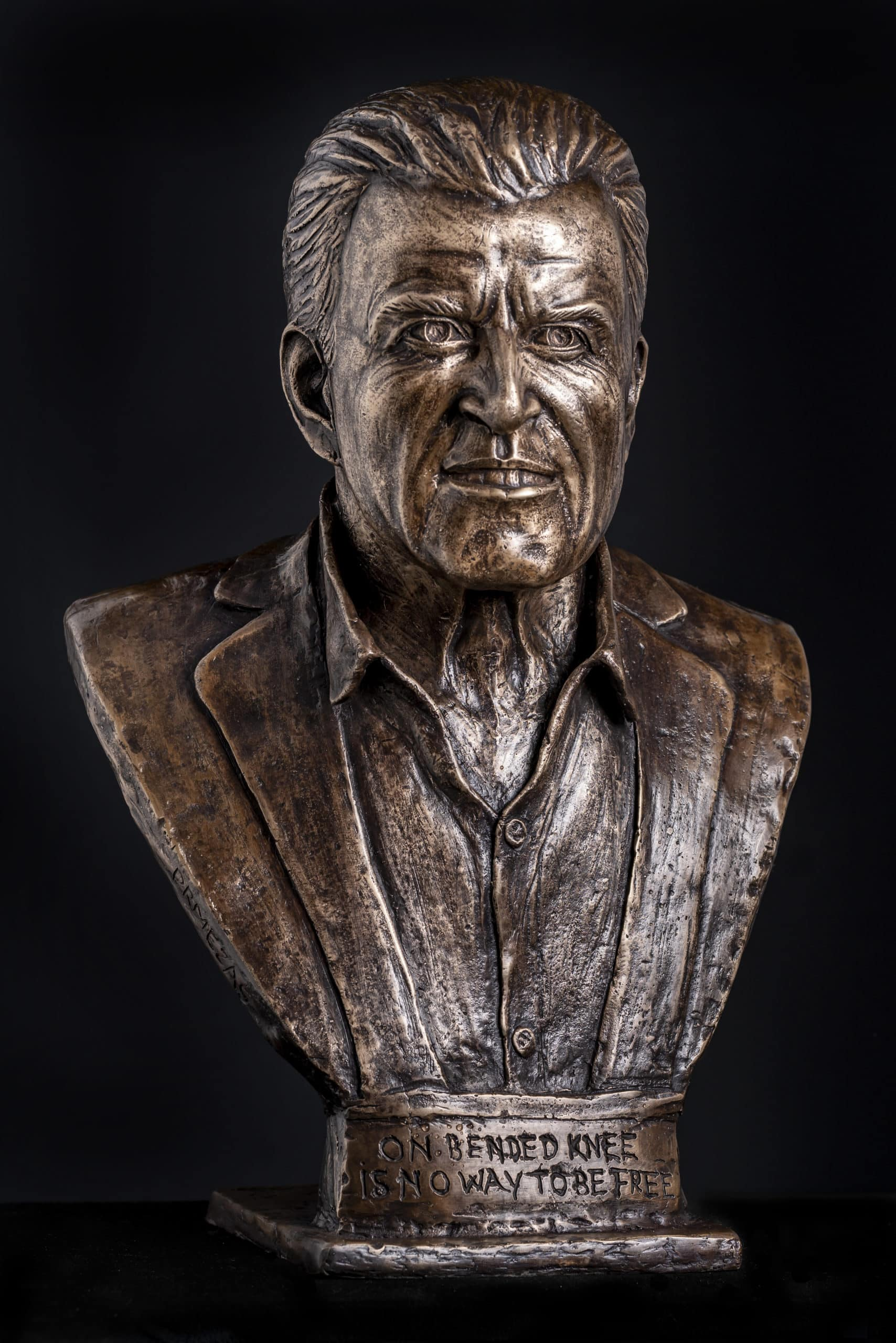
Buste Peter R. de Vries

Mezas maakte in 2021 een buste van Peter R. de Vries naar aanleiding van diens geruchtmakende moord.

### Buste koning Willem Alexander (2013)
Het beeld van koning Willem Alexander staat in de hal van het stadhuis van Almere. Het heeft na zijn inhuldiging het beeld van prinses Beatrix vervangen.

### Standbeeld Lionel Capriles (2010)
Het beeld, genaamd 'Paps', staat in het hoofdkantoor van de Maduro & Curiel's Bank op Curaçao te Rooi Catootje. Het is in een hoek geplaatst waar het niet direct opvalt maar 'alles in de gaten kan houden'. Lionel Capriles (1933-2017) was president-directeur van de MCB bank te Curaçao. Beeldhouwer Mezas werd na zijn aftreden door diens dochter en schoonzoon benaderd om een beeld van hun vader te maken.

### Standbeeld Louis Doedel (2009)
Louis Doedel was een Surinaamse vakbondsleider. De bronzen buste die hem uitbeeldde werd na enkele jaren gestolen. De opdrachtgever vroeg Mezas het te vervangen door een standbeeld dat uit kunsthars is gemaakt.

### Buste Luitenant Kolonel Karel de Wijk (2009)

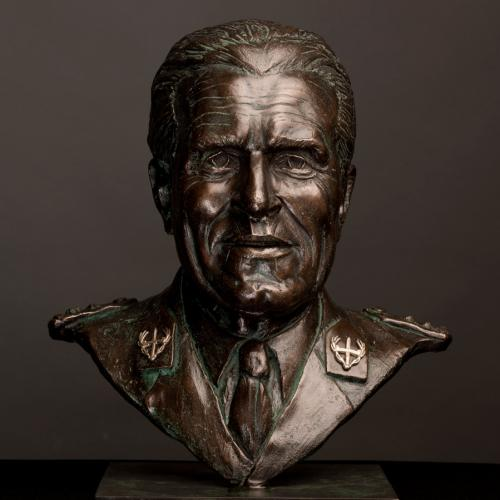
Luitenant-kolonel Karel de Wijk

Het Ministerie van Defensie gaf opdracht voor het maken van een buste van luitenant-kolonel Karel de Wijk (1953-1974). Het kunstwerk staat in het Militair Museum.

### Ander werk

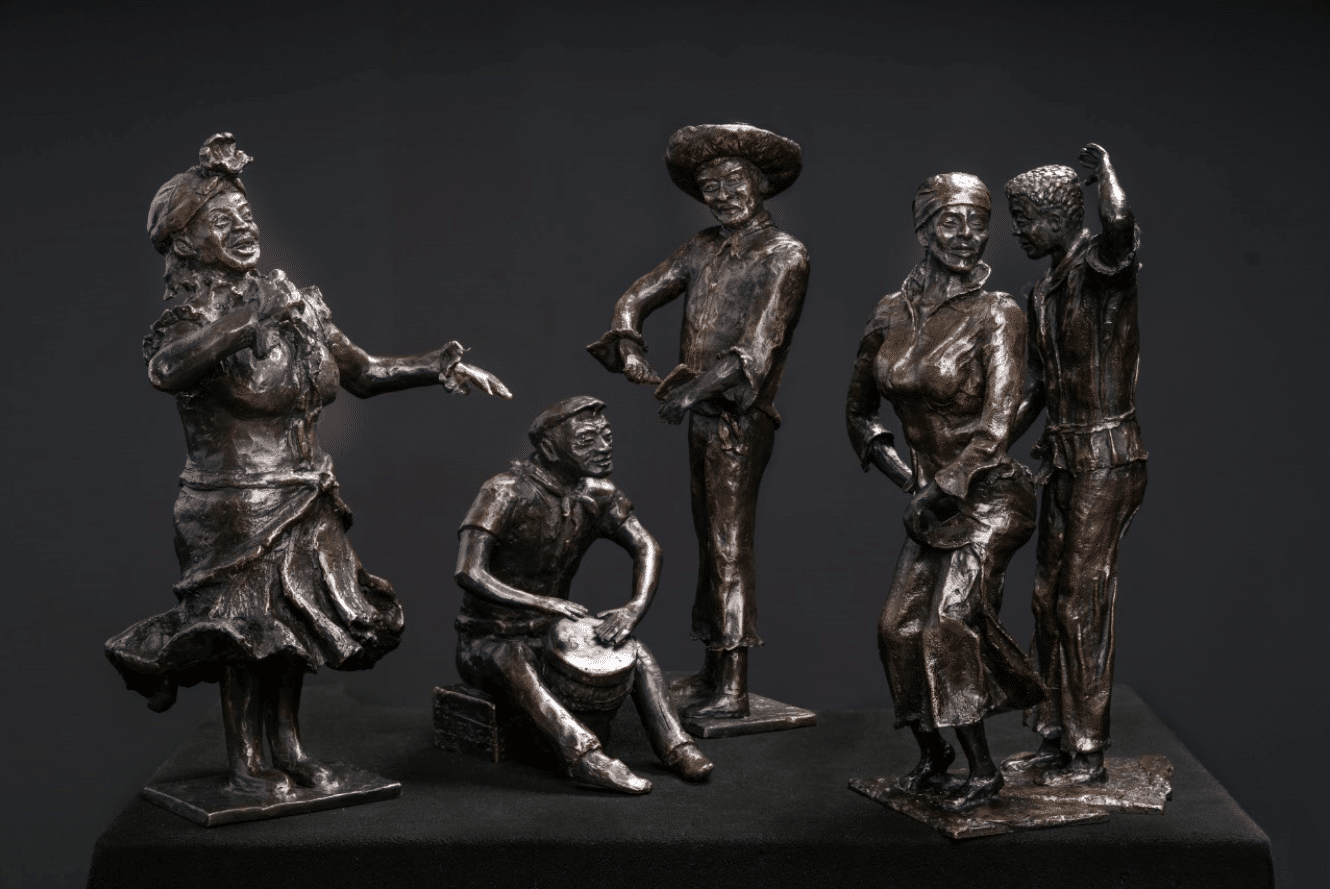
Tambú dansers en muzikanten